# Totemismus

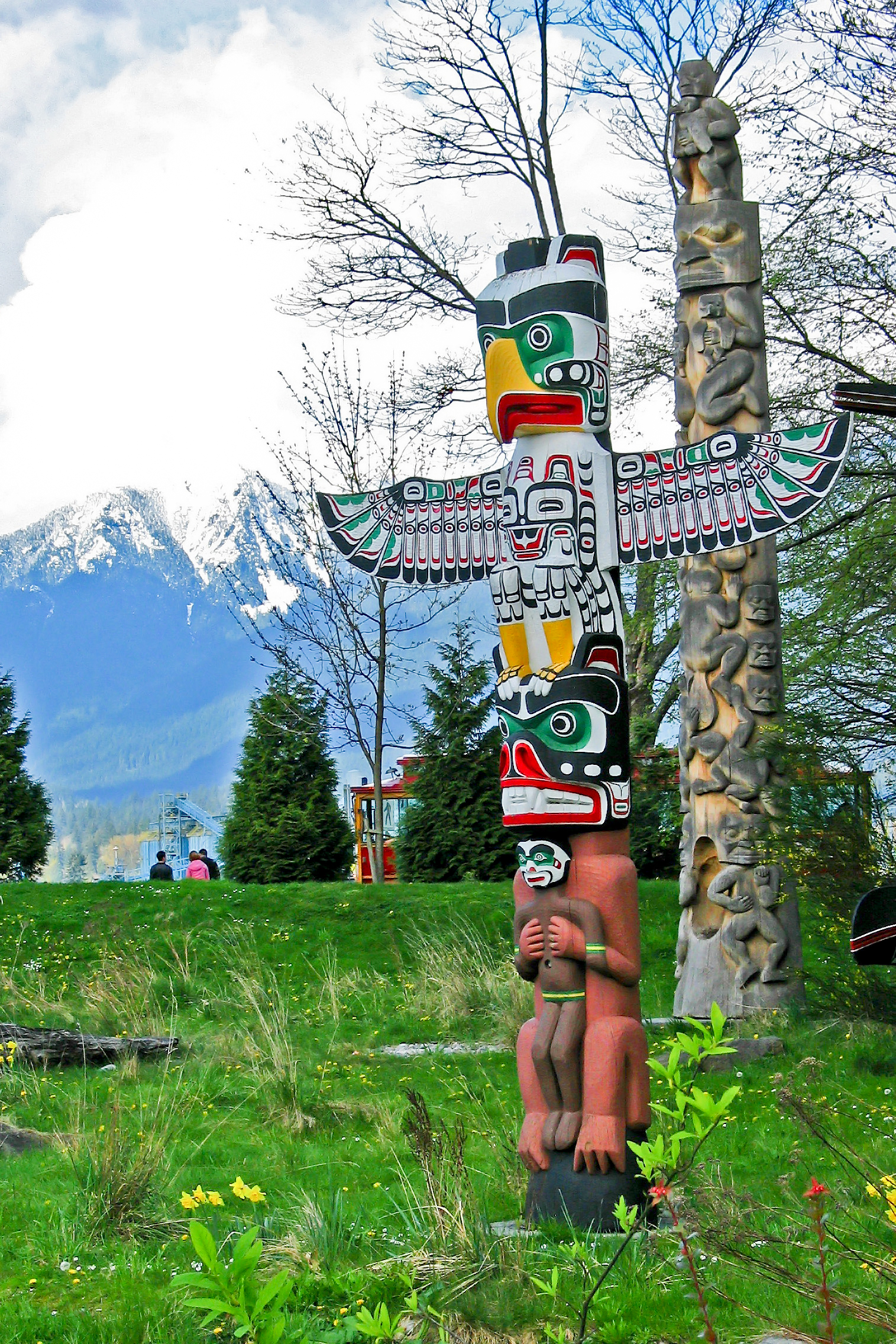
Typisch für die Nordwestküstenkultur Nordamerikas sind die so genannten „Totempfähle“: plastische Darstellungen der Clan-Abzeichen mit politischen, sozialen und mythologischen Bedeutungen – jedoch keine Totems im religiösen Sinne

Totemismus ist ein ethnologischer (manchmal auch religionswissenschaftlicher) Überbegriff für verschiedene gesellschaftliche Konzepte oder Glaubensvorstellungen, bei denen Menschen eine mythisch-verwandtschaftliche Verbindung zu bestimmten Naturerscheinungen (Tiere, Pflanzen, Berge, Quellen u. v. m.) – den sogenannten Totems – haben, denen als Symbole eine wichtige Bedeutung für die Identitätsfindung zukommt.
Der Begriff „Totem“ steht dabei für das Symbol entweder im Sinne eines profanen metaphorischen Namens oder Gruppenabzeichens – oder eines geheiligten Sinnbildes. Demzufolge unterscheidet man im Totemismus sowohl soziale als auch religiöse Aspekte. Die Bedeutung der Totems ist von Kultur zu Kultur sehr unterschiedlich: Bei vielen Aborigines sind (beziehungsweise waren) es krafttragende spirituelle Abzeichen, die die Menschen mit der Umwelt und der Traumzeit verbinden und die mit heiligen Orten, Zeiten, Symbolen oder Handlungen verbunden werden. Bei vielen Ethnien anderer Kontinente werden Totems zwar magisch-mythologisch erklärt, sind jedoch im Alltag oft „nur“ profane Namen zur Klassifizierung und Wiedererkennung sozialer Gruppen in Anlehnung an die natürliche Ordnung und zur Erhaltung der kosmisch-verwandtschaftlichen Beziehungen. Dabei ist ein Totem psychologisch betrachtet in jeder Form deutlich „wirkungsvoller und tiefer gehend“ als jegliches moderne Erkennungszeichen. Die Zuordnung und/oder Verbindung „religiös oder sozial“ ist allerdings ein häufiges Streitthema unter Ethnologen, da eine scharfe Trennung in der Regel nicht möglich ist.
Bei fast allen totemistischen Ideen sind zwei grundsätzliche Verbote verknüpft:
- Die „verwandten“ Naturobjekte dürfen weder getötet noch beschädigt oder gegessen werden (in Zeiten großer Not dürfen Totem-Tiere bei einigen Ethnien hingegen nur von Personen getötet werden, die diesem Totem angehören).
- Sexuelle Beziehungen innerhalb eines Totem-Clans unterliegen einem strengen Tabu.

Jede totemistische Vorstellung erweitert das Konzept der Verwandtschaft auf Naturzusammenhänge, um das Fremde und Bedrohliche in die Welt des Menschen zu integrieren.
Diese „Verwandtschaft“ wird nicht im biologischen, sondern im rein mythologischen Sinn gesehen; dabei jedoch je nach Ethnie sehr unterschiedlich interpretiert: Einige australische Aborigines und die südafrikanischen Khoisan sehen im Totem zum Beispiel eine direkte gemeinsame Abstammung, während bei zentralafrikanischen Stämmen nur eine entfernte verwandtschaftliche Beziehung angenommen wird.
Totemistische Vorstellungen wurden weltweit beschrieben, vor allem bei denjenigen indigenen Völkern, die sich in verschiedene Abstammungsgruppen (Lineages) oder Clans gliedern.
Aufgrund der wissenschaftlichen Unklarheiten bei religiös motivierten Vorstellungen, die zumeist den Einzelnen betreffen, betrachten viele moderne Ethnologen den Totemismus nur noch in seiner kollektiven Ausprägung, bei der das Totem als Symbol für die Zusammengehörigkeit von sozialen Gruppen steht (Gruppentotemismus). Das Totem repräsentiert hier bestimmte wünschenswerte – oft vermenschlichte – Eigenschaften oder Verhaltensweisen der Tiere, Pflanzen oder anderen Naturobjekte, die auf diese Art und Weise in das kulturelle Verhaltensrepertoire übernommen werden. Oftmals ist schwer zu erkennen, ob ein Totem zu den schon vorhandenen Eigenheiten der Gruppe passend gewählt wurde; oder ob sich diese Eigenheiten erst im Laufe der Zeit durch die Auswahl des Totems und den Glauben an die mythische Verwandtschaft entwickelten.
Totemistische Vorstellungen kommen heute noch vor allem im zentralen und südlichen Afrika bei einigen traditionellen Gesellschaften, bei einigen australischen und melanesischen Stämmen und bei nicht christianisierten naturnah lebenden Indigenen Mittel- und Südamerikas vor.

## Etymologie und ursprüngliche Idee

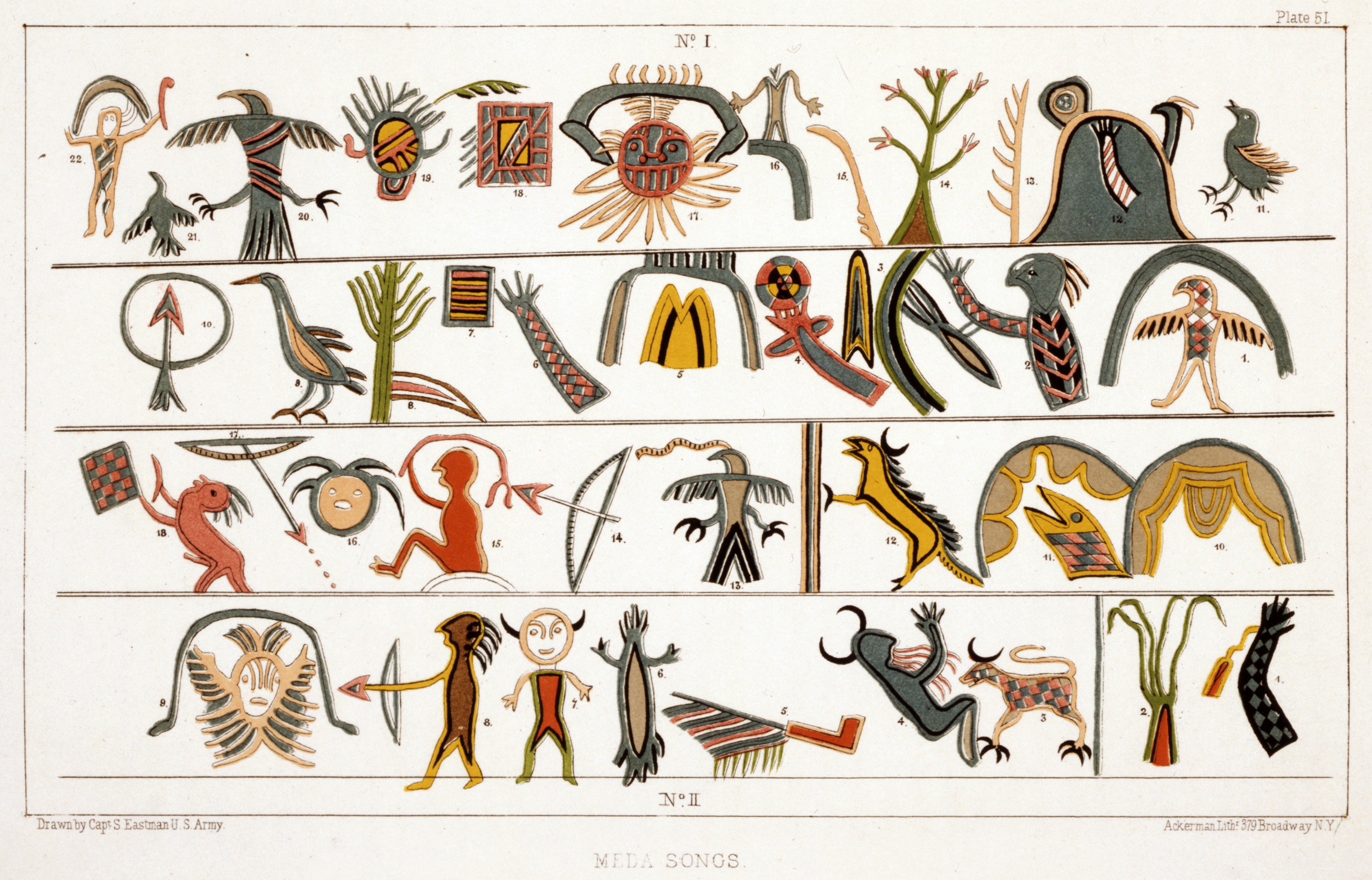
Piktogramme der Anishinabe, von denen der Ausdruck „Totem“ stammt

Die unkorrekte Interpretation der Begriffe ototeman (Ojibwe-Sprache: blutsverwandte Geschwister) und nintotem (Familienabzeichen nach Tiernamen) der fünf Clans der Anishinabe-Indianer Südost-Kanadas führte in Verbindung mit der Vorstellung persönlicher Schutzgeister in der frühen Völkerkunde zu der Idee, dass es sich bei einem Totem immer um ein spirituelles Geistwesen in Gestalt eines Tieres, einer Pflanze oder eines Minerales handele. Diese verfälschte Vorstellung wurde alsbald recht willkürlich kulturvergleichend auf ähnliche Phänomene bei anderen Völkern übertragen. In der Völkerkunde des späten 19. und frühen 20. Jahrhunderts entstand daraus die Idee eines weltweit verbreiteten Totemismus als „universaler Urreligion“  (→ auch: Animistische Religionstheorie). In dieser Tragweite gilt das Konzept des Totemismus heute als überholt.

## Arten des Totemismus

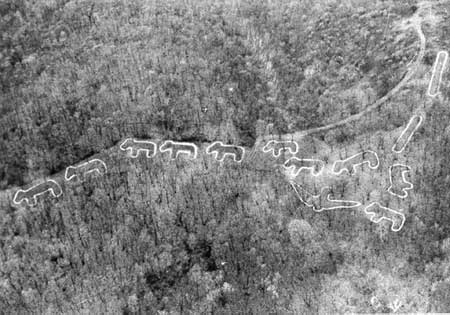
Künstliche Kulthügel (Mounds) in Bärengestalt (Effigy Mounds National Monument, Iowa). Ein totemistischer Zusammenhang liegt nahe.

Totemistische Vorstellungen unterscheiden sich von Kultur zu Kultur beträchtlich und sind nach moderner Auffassung kein universelles religiöses oder soziales Phänomen der frühen Menschheitsentwicklung. Dies drückt sich deutlich in den vielfältigen Problemen aus, Totemismus klar zu definieren, abzugrenzen und zu untergliedern: Es handelt sich in erster Linie um ein künstliches, wissenschaftliches Konstrukt.
Man unterscheidet gemeinhin zwischen Individual-, Geschlechter- und Gruppentotemismus, je nachdem ob ein Individuum, eine Geschlechtergruppe oder eine ganze Sippe mit dem Totem in Beziehung steht. Die letztgenannte Form ist bei weitem die häufigste.
Bereits diese Unterscheidung ist nicht immer einfach. So findet man in Nordamerika, Australien und Afrika Beispiele für Ethnien mit kollektivem und individuellem Totemismus.
Wie bereits beschrieben ist auch eine Unterscheidung nach religiöser oder sozialer Bedeutung schwierig: In Polynesien oder bei den Yanomami besteht nahezu kein sozialer Aspekt, in Afrika sind soziale und religiöse Funktionen erkennbar und in Nordamerika liegt der Schwerpunkt fast überall auf der sozialen Bedeutung.
Einige Autoren betonen, dass man die spirituellen Schutzgeistvorstellungen nicht isoliert vom Clan-Totemismus betrachten darf: Das eine wie das andere sei in der Mythologie verwurzelt und jede begriffliche Trennung damit künstlich.

### Individual-Totemismus

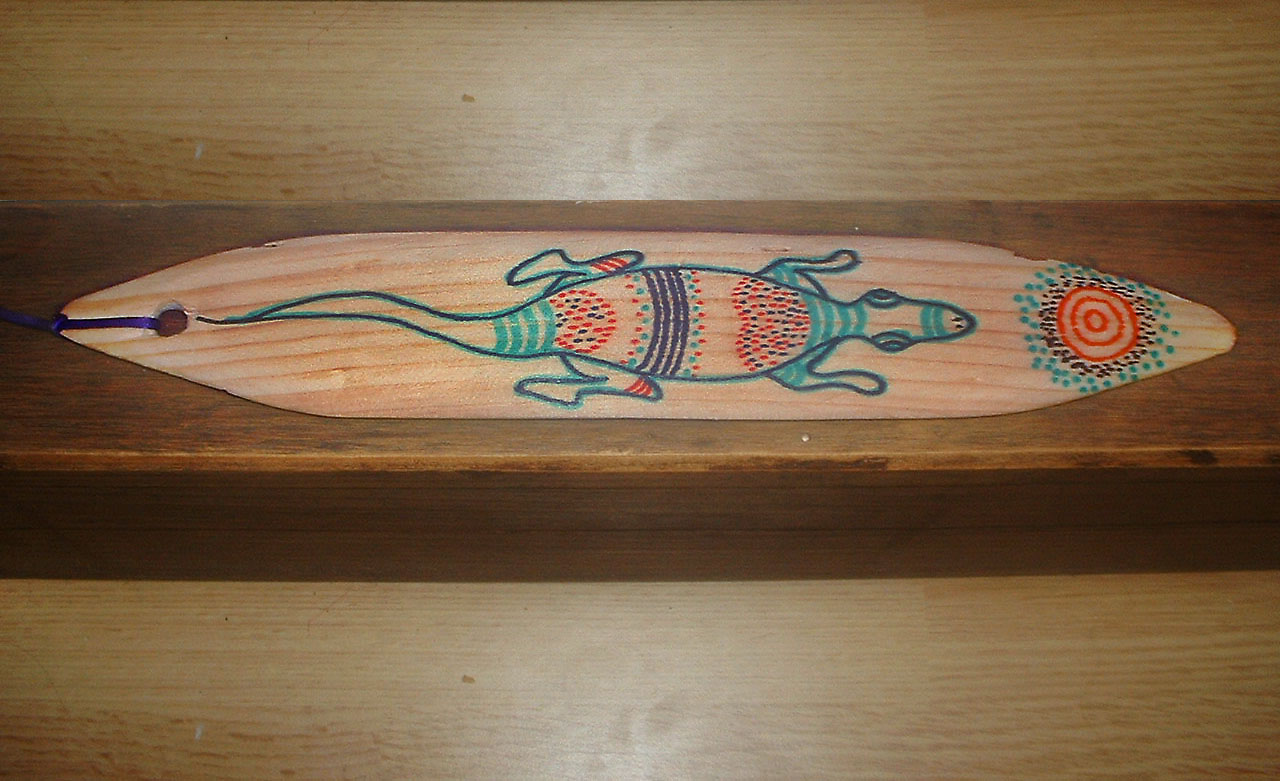
Tjuringa-Schwirrholz der Aborigines mit aufgemaltem Totem

Persönlicher Totemismus ist weitgehend religiös motiviert, auch wenn dies nur bei wenigen Ethnien unstrittig ist: Dabei handelt es sich in der Regel um die Vorstellung eines persönlichen Schutzgeistes in Gestalt eines Tieres. Ein klassisches Beispiel aus Australien sind die Arrernte: Nach ihrem Glauben empfängt man sein Totem von den Tjuringas des heiligen Ortes, an dem die Mutter vorbeikam, kurz bevor sie schwanger wurde. Ein Tjuringa ist in diesem Fall ein Steinobjekt eines Ahnen, in dem sich dessen Seele manifestiert hat. Bei vielen nordamerikanischen Prärie-Indianern erschien der persönliche Tiergeist bei der Visionssuche (Übergangsritus).
„Alter Ego-Doppelgängerseelen“ in Gestalt eines konkreten Tieres (seltener einer Pflanze) hingegen – wie bei den Yanomami oder den Völkern Mesoamerikas (→ Nagual) – behandeln viele Autoren nicht als totemistische Phänomene, sondern stellen sie in schamanistische beziehungsweise animistische Zusammenhänge. Alter Ego-Vorstellungen werden nur dann zu den totemistischen Konzepten gerechnet, wenn gleichzeitig eine direkte Abstammung von einem gemeinsamen Ahnen angenommen wird und entsprechende Tabus für sexuelle Kontakte mit Menschen desselben Totems bestehen. Bei den afrikanischen Kpelle beispielsweise straft das Alter Ego seinen Besitzer, sobald dieser eines der Totemverbote übertritt.

### Totemistische Clans

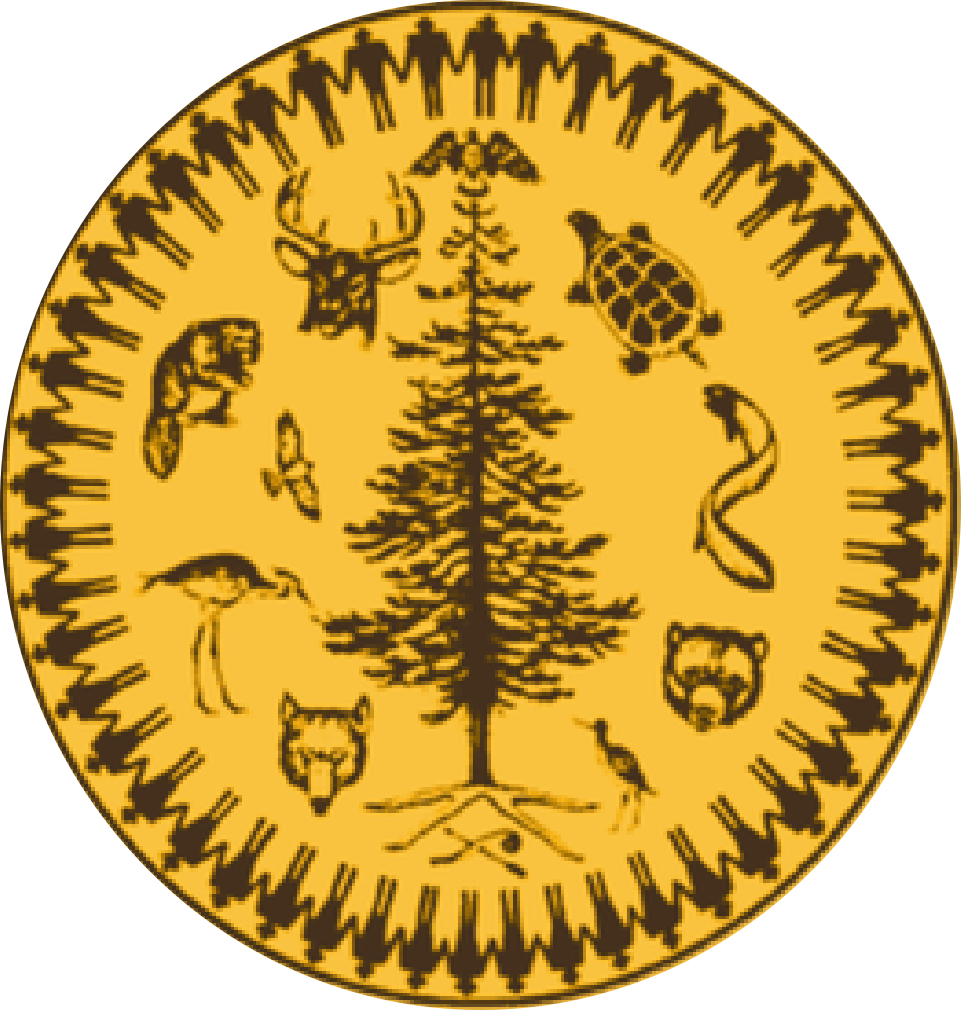
Pass der Irokesen mit den neun totemistischen Clan-Symbolen des Stammes

Profan motivierte Gruppentotems dienen zur Klassifizierung und Wiedererkennung sozialer Gruppen in Anlehnung an die natürliche Ordnung und zur Stärkung der kosmisch-verwandtschaftlichen Beziehungen. So etwa bei den Maya-Volksgruppen im Hochland von Chiapas, bei denen bis heute jede Abstammungsgruppe den Namen eines Tieres, einer Pflanze oder eines Naturobjektes trägt. Die Clan-Mitglieder dürfen einander nicht heiraten und leben getrennt von anderen Clans. Der Clanname symbolisiert den gemeinsamen Vorfahren, an den zumeist keine konkrete Erinnerung mehr besteht.
Totemistische Clans sind:
- biologisch näher oder entfernter miteinander verwandte Menschen oder solche, die sich für blutsverwandt halten,
- die ein Naturobjekt als gemeinsames Identitätssymbol nutzen, das die individuellen Besonderheiten der Gruppe metaphorisch repräsentiert,
- deren Clantotem als emotionales Symbol für oft rigorose Verhaltensvorschriften und Regeln steht
- deren Totem und gemeinsame Abstammung mythologisch mit der Vorzeit und den Ahnen verknüpft wird
- und die häufig nicht separat wohnen, sondern unter Angehörigen anderer Clans.

Ein Clantotem hat ein Mensch immer von Geburt an. Je nachdem, ob die Verwandtschaftszurechnung patrilinear oder matrilinear ist, erbt man das Totem von der väterlichen oder der mütterlichen Linie. In Zentralafrika kommt es jedoch bei matrilinearen Clans auch vor, dass zwar das Totem vom Matriklan übernommen wird, dass aber das wichtigere Totem vom Patriklan kommt.
In der Regel ist es keinem Gruppenmitglied gestattet, geschlechtliche Beziehungen zu einem Angehörigen desselben Totems aufzunehmen, unabhängig davon, ob die beiden tatsächlich miteinander verwandt sind. Diese als Exogamie bezeichnete Begattungsvorschrift ergibt sich daraus, dass die Totemzugehörigkeit ursprünglich – bevor man den Zusammenhang zwischen Begattung und Schwangerschaft entdeckte – nur von der Mutter auf ihre Kinder 'vererbt' wurde, so dass, bei einer solchen matrilinearen Clanzugehörigkeit, die geschlechtliche Beziehung zwischen dem 'Vater' und den Töchtern der Mutter ausdrücklich keinem Tabu unterliegt. Das Inzesttabu im heutigen Verständnis des Begriffes setzt also die Erkenntnis der Vaterschaft und die erst davon ermöglichte Einführung einer patrilinearen Erbfolge voraus.
Die über das bloße Abzeichen hinausgehende kollektiv-religiöse Verehrung eines bestimmten Totemtieres wird für das Alte Ägypten, Neuseeland und Afrika beschrieben.

## Entwicklung des Totemismus

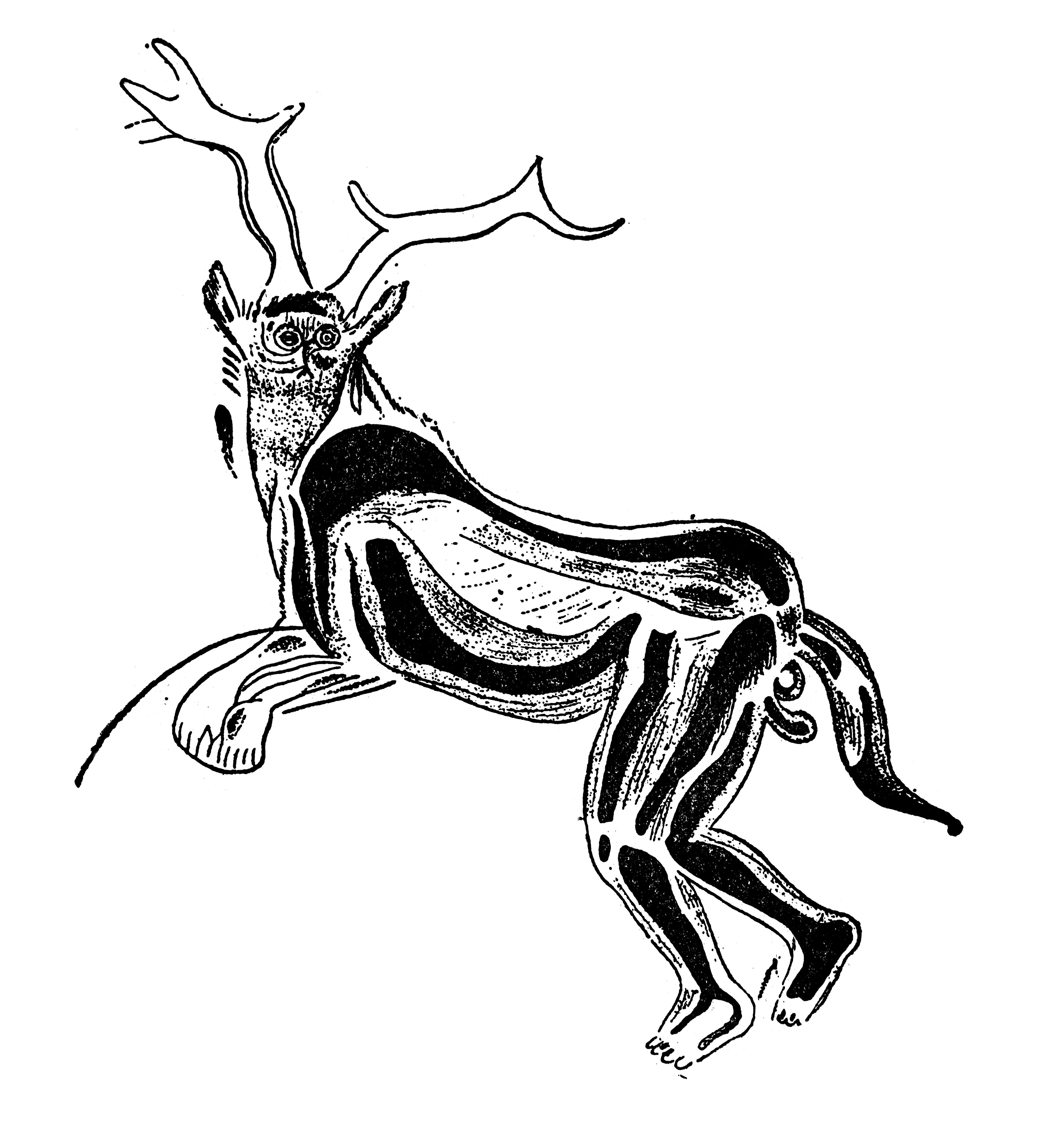
Vermutlich ein „tanzender Schamane“ in Hirschgestalt: Höhlenmalerei in der Drei-Brüder-Höhle in Frankreich

Die enge Mensch-Totem-Beziehung ist uralt und könnte in Zusammenhang mit frühen politischen Bündnissen stehen, in denen eine Verteilung der Lebensquellen (auch Frauen als Quelle der Nachkommen) vereinbart wurden; dies würde bestimmte Verbote und Regeln des Frauentausches erklären (siehe Claude Lévi-Strauss).
Der Totemismus ist vor allem in animistischen Jäger- und Sammlerkulturen verankert, die erwartungsgemäß eine starke Bindung an Tiere haben. Diese Wildbeuter-Kulturen werden zusehends zurückgedrängt, so dass die Bedeutung des Totemismus immer geringer wird. Der Kolonialismus und die christliche Missionierung haben bereits in der Vergangenheit einen drastischen Kulturwandel eingeleitet. Totemistische Vorstellungen kommen heute noch vor allem im zentralen und südlichen Afrika bei einigen traditionellen Gesellschaften, bei einigen australischen und melanesischen Stämmen und bei (noch) nicht christianisierten naturnah lebenden Indigenen Mittel- und Südamerikas vor.

## Forschungsgeschichte

### Totemismus und Religion
Siehe auch: Sackgassen der ethnologischen Religionsforschung

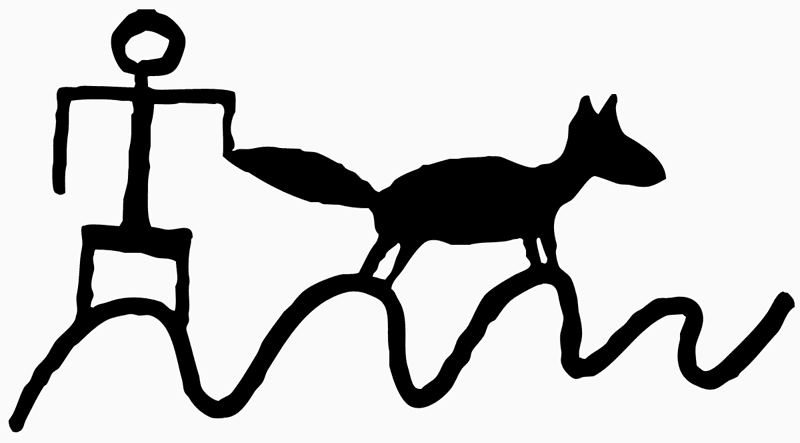
Mensch oder Schamane verbunden mit seinem Tiergeist (Coyote), vielleicht auf einer Schlange reitend. (Petroglyph, Petrified Forest, Arizona, USA)

John Ferguson McLennan brachte 1869 als erster den Totemismus mit Religion in Zusammenhang. Er sah darin ein Überbleibsel des Fetischismus. William Robertson Smith ging noch weiter und erblickte im Totemismus den Ursprung der Religion überhaupt. Fast alle Autoren des 19. Jahrhunderts übernahmen diese Lehrmeinung oder hielten den Totemismus zumindest für die früheste bekannte Religionsform. Alle diese Theorien basieren auf dem Evolutionismus oder haben sich in kritischer Auseinandersetzung von ihm weiterentwickelt.
Smith (und später Sigmund Freud, der allerdings keinen religiösen Hintergrund sah) führten das Opfer auf den Totemismus zurück. Das Totem sei streng tabuisiert, werde aber bei feierlichen Anlässen geschlachtet und gemeinsam aufgegessen. F. B. Jevons vermutete 1896 eine lineare Entwicklung vom Totemismus zur Religion. Der Animismus sei eher eine primitive Philosophie als eine Form religiöser Vorstellungen.
Der Völkerpsychologe Wilhelm Wundt schrieb 1912, „es ergebe sich mit hoher Wahrscheinlichkeit der Schluss, dass die totemistische Kultur überall einmal eine Vorstufe der späteren Entwicklungen und eine Übergangsstufe zwischen dem Zustand der primitiven Menschen und dem Helden- und Götterzeitalter gebildet hat“.
Da es äußerst selten vorkommt, dass das Totemtier getötet und gegessen wird, entbehrt die Opfertheorie von Freud und Smith ihrer wichtigsten Grundlage. Der Totemismus ist zwar weltweit verbreitet, aber zahlreiche wildbeuterische „Altvölker“ (z. B. Pygmäen, paläosibirische Ethnien) kennen den Totemismus nicht. Daher ist die These Wundts, der Totemismus sei eine allgemeine Durchgangsstufe, nicht stichhaltig.

#### Émile Durkheim

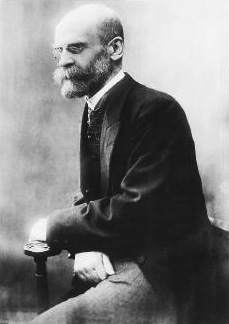
Émile Durkheim erhob den Totemismus zur Urreligion

Émile Durkheim erforschte intensiv den Totemismus der australischen Arrernte und übernahm von Smith vier Grundgedanken:
1. dass die primitive Religion ein Clankult sei,
2. dass dieser Clankult totemistisch sei (er glaubte, Totemismus und das Einteilungssystem der Clans bedingten einander automatisch),
3. dass der Gott des Clans der spiritualisierte Clan selbst und
4. dass der Totemismus die elementarste und in diesem Sinne ursprünglichste uns bekannte Form der Religion sei.

Er sah Religion als einheitliches System von Glaubensvorstellungen und Praktiken, die auf heilige Dinge bezogen sind, d. h. auf isolierte und verbotene Dinge. Nach diesem Kriterium kann Totemismus als Religion definiert werden. Welches Objekt wird nun in der totemistischen Religion verehrt? Es ist nach Ansicht von Durkheim die Gesellschaft selbst, was die Menschen verehren. Das Totem ist zugleich Symbol für den Gott oder das Lebensprinzip wie für die Gesellschaft, denn Gott und Gesellschaft sind das gleiche. In den Totemsymbolen drücken die Clanangehörigen ihre Identität und ihre Gruppenzugehörigkeit aus.

### Sozio-kulturelle Deutungen
James George Frazer vertrat 1910 in Totem und Exogamie den gegenteiligen Standpunkt: „Reiner Totemismus ist in sich selbst ganz und gar keine Religion, denn die Totems werden nicht verehrt, sie sind in keinem Sinne Gottheiten.“ Deshalb sei nur von einer Verehrung von Totems zu sprechen. W. H. Rivers sah darin eine Kombination von Elementen sozialer Bindung, psychologischer und ritueller Natur. Radcliffe-Brown betonte 1929, dass totemistische Kategorisierungsprinzipien an moderne wissenschaftliche Klassifizierungen erinnern.

#### Claude Lévi-Strauss

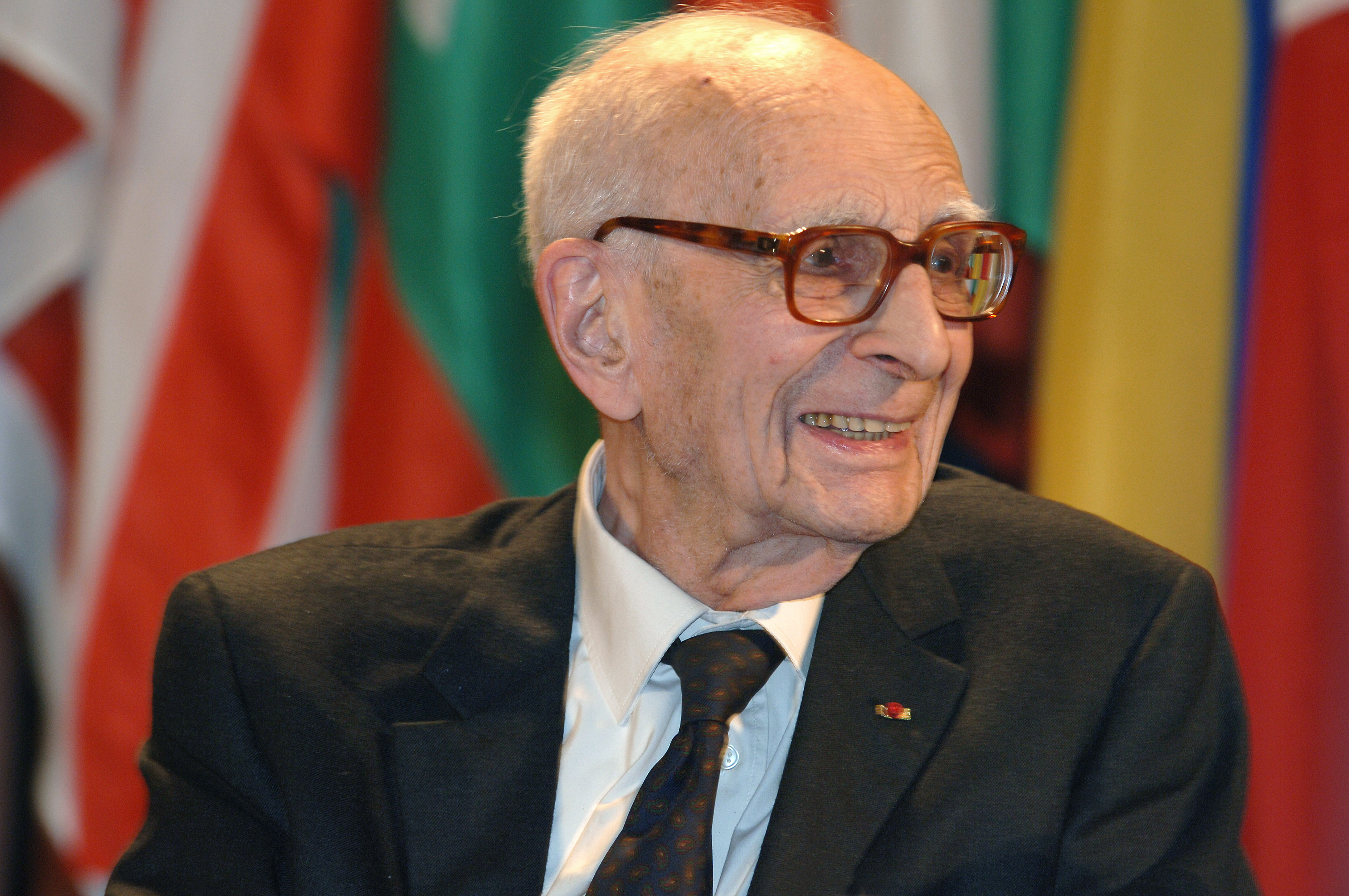
Der Ethnologe Claude Lévi-Strauss hatte maßgeblichen Einfluss auf totemistische Theorien

Claude Lévi-Strauss gründete seine Überlegungen auf die Interpretation des Alt-Philologen Andrew Lang, der bereits 1911 den ersten Bericht über den Totemismus – den der Pelzhändler John Long 1791 von den Anishinabe-Indianern mitgebracht hatte – als  falsche Übersetzung und Verwechslung bezeichnete. Lévi-Strauss ging demnach davon aus, dass nur das Clan-Tiernamensystem des Stammes als Totemismus zu bezeichnen sei, nicht jedoch die individuellen Schutzgeister in Tiergestalt. Letzteres stellte er separat zum religiösen „System Manitu“ – wie er es nannte. Lévi-Strauss baute 1962 die mythologisch-soziale Erklärung aus und erkannte im mythischen Denken des Totemismus die universale menschliche Fähigkeit, natürliche und sozio-kulturelle Ordnungsmuster herstellen zu können. Lévi-Strauss gilt als der heftigste Kritiker der Idee eines religiösen Totemismus und seine umfangreichen kritischen Schriften haben immer noch große Bedeutung.

### Vermittelnde Theorien
Manche Ethnologen kritisieren heute die rein sozio-kulturellen Ansätze, die auf der Theorie von Lévi-Strauss basieren: Die unterstellte Begriffsvermischung von Schutzgeist-Idee und Clansymbol sei nur formal-sprachlich und die Trennung daher künstlich. Tatsächlich bestehe zweifellos ein Zusammenhang zwischen beiden Vorstellungen, denn solche elementaren weltanschaulichen Ideen seien immer Teil einer mythisch verankerten Kosmologie, die soziale und religiöse Aspekte vielfach miteinander „verwebe“.